# Ходак, Иван
Иван Ходак (словац. Ivan Chodák; 3 февраля 1914, Долны Кубин — 14 февраля 1994, Братислава) — чехословацкий футболист, тренер, хоккеист и доктор.

## Биография
Родился в городе Долны Кубин, учился на медицинском факультет Университета имени Я. А. Коменского в Братиславе. В 1938 году получил докторскую степень. Был одним из специалистом Братиславы в оториноларингологии.

## Карьера
Начал профессиональную карьеру в клубе «Дольни-Кубин». С 1935 года выступал за «Врутки», а осень присоединился к клубу Слован Братислава. 1 декабря 1935 года дебютировал за клуб в матче против «Теплице».
Провёл 11 матчей за национальную сборную Чехословакии, в 1946 году закончил профессиональную карьеру. Отличался мастерством на футбольном поле.
Занимался другими видами спорта, участвовал в забеге на 800—5000 метров, практиковал прыжки в высоту. В 1934 году стал чемпионом Чехословакии по лыжным гонкам.